# 39509 Kardashev
39509 Kardashev è un asteroide della fascia principale. Scoperto nel 1981, presenta un'orbita caratterizzata da un semiasse maggiore pari a 2,8007051 UA e da un'eccentricità di 0,2274689, inclinata di 8,40782° rispetto all'eclittica.